# ГЕС-ГАЕС Бельмекен
ГЕС-ГАЕС Бельмекен — гідроелектростанція в Болгарії у Південно-центральному регіоні. Найвища у складі гідровузла Бельмекен-Сестрімо-Чаіра.
Проект потужного гідровузла базується на зборі ресурсів річок гірського масиву Рила. Вузловим пунктом при цьому є водосховище греблі Бельмекен, спорудженої на річці Крива Река (права притока Мариці). Річку перекрили кам'яно-накидною греблею із глиняним ядром висотою 88 метрів і довжиною 737 метрів та допоміжною греблею висотою 23 метри і довжиною 537 метрів у протилежному (верхньому) кінці долини. Це утворило водосховище із площею поверхні 4,5 км2 та об'ємом 144 млн м3 (корисний об'єм 141 млн м3). Коливання його рівня можливе між позначками 1865 та 1920 метрів над рівнем моря. Окрім стоку з навколишніх гір, до нього також надходить ресурс із:
- верхньої Мариці через дериваційний тунель довжиною 20,8 км «Мариця 1900» (відбір води із річки на позначці 1900 метрів на рівнем моря);
- дериваційного тунелю «Гранчар» довжиною 46 км, який збирає воду із правих (північних) приток верхньої Мести (басейн Егейського моря), водосховища на річці Белі Іскир (один із витоків притоки Дунаю Іскиру, басейн Чорного моря) та приток верхньої течії Струми (басейн Егейського моря).
ГЕС Бельмекен також призначена виконувати функції гідроакумулюючої станції. Для цього нижче по течії Кривої Реки створене друге водосховище Станкові Бараки об'ємом 0,42 млн м3 із площею поверхні 2,2 гектари, яке утримує кам'яно-накидна гребля із глиняним ядром висотою 37 метрів та довжиною 100 метрів.
Машинний зал станції розташований над сховищем Станкові Бараки та з'єднаний із водосховищем Бельмекен дериваційним тунелем довжиною 3 км та діаметром 4 метри, за яким йде водовід довжиною 2,2 км, що забезпечує напір у 730 метрів. Зал обладнаний п'ятьма турбінами типу Пелтон, дві із яких працюють через один мотор-генератор із насосами, призначеними для поповнення верхнього резервуару. Сукупна потужність турбін 375 МВт, насосів — 104 МВт.
Можливо також відзначити, що нижній резервуар (водосховище Станкові Бараки) забезпечує подачу води на наступну станцію в долині Кривої Реки — ГЕС Сестрімо. В той же час верхній резервуар (водосховище Бельмекен) виконує таку ж функцію для іншої ГАЕС Чаіра.